# Smörhöga gårds- och lantbruksmuseum

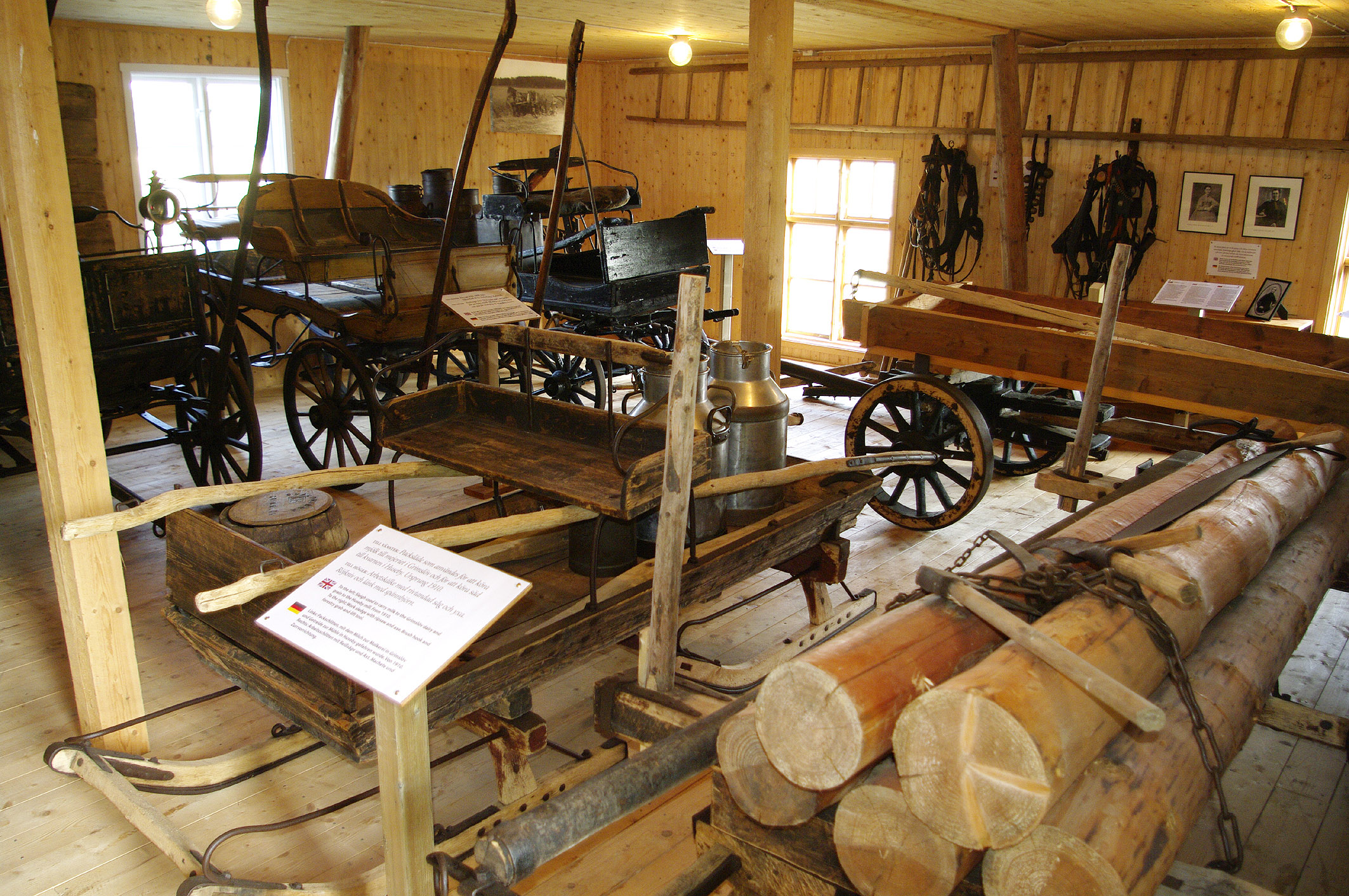
En del av samlingarna i Smörhöga museum.

Smörhöga gårds- och lantbruksmuseum  är beläget väster om Huseby sydväst om Växjö. Här är inrett ett museum som visar en stor mängd lantbruksredskap från 1800-talet och det tidiga 1900-talet. Man berättar även om gårdens äldre vallonhistoria.
Gården Smörhögas kända historia går tillbaka till mitten av 1600-talet. Vallonen Antonius Tourneur blev då anställd av Husebys arrendator Arnout de Rees. Denne behövde skickliga hantverkare till sitt stora järnbruk, både smeder och kolare. För det speciella vallonsmidet behövdes träkol av hög kvalitet. Bland de anställda vallonerna på bruket fanns därför också kolare. 
Antonius Tourneur var en till Sverige inflyttad kolare från området kring Sedan i nordöstra Frankrike. 1651 sålde Arnout de Rees  Smörhöga till Tourneur och gården har alltsedan dess varit i denne vallons efterlevandes ägo, undantaget en kort period på 1800-talet. I dag kvarstår inte gårdens äldre byggnader men i en stor lada i två våningar har man byggt upp ett offentligt lantbruksmuseum med bevarade föremål och jordbruksredskap från gården alltsedan 1800-talet vilka ger en god bild över det dåtida jordbruket i området kring Huseby bruk.